# Dicloreto de ácido sebácico
Dicloreto de ácido sebácico é o cloreto de acila derivado do ácido sebácico.